# Ухрул
Ухрул (англ. Ukhrul) — містечко у Північно-Східній Індії, адміністративний центр округу Ухрул індійського штату Маніпур.

## Географія
Розташований у західній частині штату, на півніний схід від столиці — Імпхала.

### Клімат
Містечко знаходиться у зоні, котра характеризується океанічним кліматом субтропічних нагір'їв. Найтепліший місяць — липень із середньою температурою 22.7 °C (72.8 °F). Найхолодніший місяць — січень, із середньою температурою 13.4 °С (56.1 °F).
| Клімат Ухрула           | Клімат Ухрула | Клімат Ухрула | Клімат Ухрула | Клімат Ухрула | Клімат Ухрула | Клімат Ухрула | Клімат Ухрула | Клімат Ухрула | Клімат Ухрула | Клімат Ухрула | Клімат Ухрула | Клімат Ухрула | Клімат Ухрула |
| Показник                | Січ.          | Лют.          | Бер.          | Квіт.         | Трав.         | Черв.         | Лип.          | Серп.         | Вер.          | Жовт.         | Лист.         | Груд.         | Рік           |
| Середній максимум, °C   | 19,7          | 21,2          | 24,6          | 26            | 26,1          | 25,5          | 25,7          | 25,7          | 26,1          | 25,3          | 22,8          | 20,3          | 24,1          |
| Середня температура, °C | 13,4          | 14,8          | 18,5          | 20,6          | 21,7          | 22,3          | 22,7          | 22,6          | 22,7          | 21,2          | 17,7          | 14,6          | 19,4          |
| Середній мінімум, °C    | 7,1           | 8,6           | 12,4          | 15,3          | 17,4          | 19,1          | 19,7          | 19,5          | 19,3          | 17,2          | 12,7          | 8,9           | 14,8          |
| Норма опадів, мм        | 11.8          | 32.8          | 72.7          | 139.1         | 232           | 426.2         | 373.7         | 321.1         | 216.4         | 156.6         | 42            | 8.8           | 2033          |
| ----------------------- | ------------- | ------------- | ------------- | ------------- | ------------- | ------------- | ------------- | ------------- | ------------- | ------------- | ------------- | ------------- | ------------- |
| Джерело: Weatherbase    |               |               |               |               |               |               |               |               |               |               |               |               |               |